# As You Like It (film 1908)
As You Like It è un cortometraggio muto del 1908 diretto da Kenean Buel, sceneggiato e interpretato da Gene Gauntier. La prima versione cinematografica della commedia di Shakespeare.

## Trama
Rosalind, figlia del duca detronizzato dal fratello, travestita da uomo, ritrova il padre che vive nei boschi come un bandito.

## Produzione
Il film fu prodotto dalla Kalem Film Manufacturing Company production. Alcune scene furono girate nella tenuta di Ernest Seton-Thompson a Windygoul, Cos Cob nel Connecticut.

## Distribuzione
Il film - un cortometraggio in una bobina - uscì in sala negli USA l'11 settembre 1908.